# Ferenc Münnich

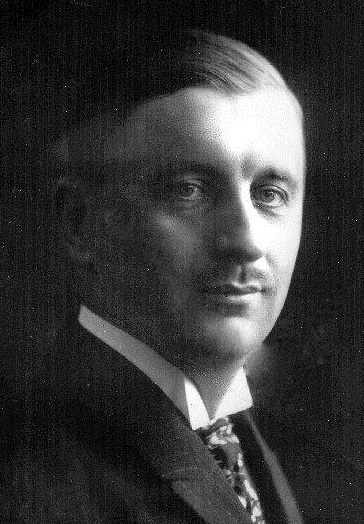
Ferenc Münnich, 1921

Ferenc Münnich [ˈfɛrɛnts ˈmynːiç] (* 16. November 1886 in Seregélyes, Österreich-Ungarn; † 29. November 1967 in Budapest) war ein ungarischer Politiker und von 1958 bis 1961 Ministerpräsident der Volksrepublik Ungarn.

## Leben
Sein deutschstämmiger Vater, Ede Münnich, war Apotheker und Tierarzt, seine Mutter Ilona Szájbéli.
Er besuchte die Grundschule in Szinyér im Komitat Zemplén, absolvierte die ersten beiden Jahre des Gymnasiums in Szatmárnémeti, den Rest in Budapest, Iglo und Nyíregyháza, und machte dann sein Abitur in Mukachevo. Sein Jurastudium beendete er 1910 an der Franz-Josefs-Universität in Cluj.
Nachdem Münnich im Ersten Weltkrieg auf Seiten der österreichisch-ungarischen Armee an der Ostfront gekämpft hatte, wurde er nach seiner Festnahme 1915 in ein sibirisches Kriegsgefangenenlager in Tomsk deportiert. Nach seiner Befreiung und Rückkehr nach Ungarn 1918 wurde Münnich Mitgründer der Ungarischen Kommunistische Partei und nahm aktiv am Aufbau der Ungarischen Räterepublik teil, die aber nur vier Monate Bestand hatte.
Nach deren Scheitern emigrierte Münnich und lebte nach verschiedenen Zwischenstationen bis 1936 in der Sowjetunion. Er beteiligte sich am Spanischen Bürgerkrieg und war zuletzt (unter dem Namen Otto Flatter) Kommandant der XI. Internationalen Brigade. Im Zweiten Weltkrieg war er Offizier der Roten Armee. 
Nach dem Ende des Zweiten Weltkriegs wurde Münnich Polizeisuperintendent von Budapest. Von 1949 bis 1956 war er im diplomatischen Dienst tätig, u. a. als Botschafter in Bulgarien, der Sowjetunion und Jugoslawien. Während der Ungarischen Revolution 1956 war er zunächst offizielles Mitglied der Regierung von Imre Nagy als Innenminister, floh jedoch kurz darauf in die Sowjetunion. Wenige Tage später kehrte er mit János Kádár nach Ungarn zurück und wurde unter dessen „Revolutionärer Arbeiter-Bauern-Regierung“ erneut zum Innenminister ernannt (später auch Verteidigungsminister). Von 1958 bis 1961 war Münnich ungarischer Ministerpräsident, von 1961 bis 1964 Staatsminister.
Kurz vor seinem Tod wurde Münnich 1967 mit dem sowjetischen Leninorden ausgezeichnet.